# خانه وزیر
خانه وزیر مربوط به دوره صفوی است و در یزد، خیابان مسجد جامع کبیر، کوچه علی محمد شیخ زاد واقع شده و این اثر در تاریخ ۲۷ بهمن ۱۳۸۲ با شمارهٔ ثبت ۱۱۰۰۰ در آثار ملی ایران به ثبت رسیده است.